# Río Pixquiac
El río Pixquiac es un río que nace de los escurrimientos de la pendiente oriental del Cofre de Perote, entre los 2500 y los 3000 m de altitud y se ubica al oeste de la Ciudad de Xalapa y al noroeste de la ciudad de Coatepec, Veracruz. En su recorrido, varios ríos se le unen - el Tillero, el San Andrés y el Matlacoatl - y más adelante el Hueyapan y el de Pintores, y juntos se unen para formar el río de Los Pescados que un poco más adelante, cuando se une al río Hutzilapan, cambia su nombre a río La Antigua, que desemboca en el mar cerca de esta población.
Esta subcuenca es de importancia regional por los múltiples servicios que brinda a la región de Xalapa (servicios ambientales, productos del campo, madera para construcción, leña, etc.), así como por ser una zona donde se conserva una de las principales áreas de Bosque de Niebla (o bosque mesófilo de montaña), así como ser proveedora del agua del 90% de los habitantes de la cuenca, parte de las necesidades diarias de localidades del  municipio de Coatepec y el 38% de las necesidades diarias de la ciudad de Xalapa.
Es además, un sitio donde alberga gran variedad de flora y fauna, por lo que constituye uno de los entornos ecológicos significativos para la región. También, es un sistema hidrológico, cuyo potencial puede ser sustentable si se procura el cuidado y manejo adecuado.

## Características de la microcuenca
De acuerdo a la división hidrológica emitida por el Instituto Nacional de Estadística, Geografía e Informática (INEGI), la microcuenca del Pixquiac pertenece a la región hidrológica 28 (RH-28) Papaloapan, de igual manera a la cuenca B-Jamapa y otros y a su vez a la subcuenca del río Los Pescados-La Antigua, las cual descarga sus aguas en el Golfo de México.
La cuenca del río La Antigua se encuentra geográficamente entre los 19°05’ y 19°34’ latitud norte, y entre 96°06’ y 97°16’ longitud oeste. Tiene una superficie aproximada de 10,730 ha y una longitud de 30.27 km en sus extremos, distribuida una pequeña porción en el estado de Puebla y la mayor parte dentro del estado de Veracruz.
El río La Antigua nace en la Sierra Madre Oriental, con el nombre de río Resumidero, a una altitud de 3,350 m, al oriente de la población González Ortega del estado de Puebla. Fluye hacia el sureste en terreno montañoso y a la altura del Rancho Calixitla, confluye hasta el río Barranca Grande a 3 km al norte del cerro del mismo nombre; en este sitio el colector general cambia su nombre a río Los Pescados, sigue su curso hacia sureste y en los límites de los estados de Puebla y Veracruz lo cambia al noreste; aguas abajo de este punto recibe por la margen izquierda al río Cozolapa. En esta confluencia el colector general cambia su nombre a río La Antigua; sigue su curso sureste, pasando por el poblado Jalcomulco, Ver., a 4.5 km. aguas abajo vierte por su margen izquierda el arroyo Tlacoyonca, continuando el colector su flujo, cerca del poblado Apazapan, rumbo al este por una zona de meandros y pequeñas elevaciones hasta la afluencia por su margen derecha del río Zacoapan.
Se ubica en la ladera de barlovento del Cofre de Perote, expuesta a vientos cargados de humedad provenientes del Golfo de México. La variación altitudinal va desde los 1,040 metros hasta los 3,740 metros sobre el nivel del mar.

## Hidrología
El río Pixquiac (colector principal de esta micro cuenca) nace en la ladera occidental del Cofre de Perote, a una altitud de 3600 metros. Fluye hacia el Este en terreno montañoso (municipios de Acajete y Tlalnelhuayocan) y a la altura del Rancho Loma Escondida (Cong Zoncuantla, Coatepec), cambia su rumbo en dirección Sureste-Suroeste hasta la confluencia del Río Sordo, delante de la población de La Orduña. Los otros ríos que conforman la microcuenca, fluyen en dirección Noreste, todos provenientes de la ladera occidental del Cofre de Perote y en esta dirección es que confluyen con el río Pixquiac. Estos ríos son: Xocoyolapan y Atopa. El río Xocoyolapan recibe a su vez afluentes que son arroyos menores, como son el Jabalí y Agüita Fría. El río Actopan, este río tiene un buen caudal, hasta el paraje conocido como Chilacayotes, donde es entubado y diseccionado a la caja cuatro de la localidad de Cinco Palos y de ahí parte una línea de agua hacia la ciudad de Xalapa.
Dentro de la microcuenca del río Pixquiac se ubican cuatro presas que pertenecen al sistema de agua potable de la conurbación de Xalapa mismas de las que se extrae el 40% de las necesidades diarias de abasto de la ciudad.